# Josep Lladó i Pascual
|  | Per a altres significats, vegeu «Josep Lladó». |

Josep Lladó i Pascual (nascut el 25 de juliol de 1933 a Argentona (Maresme). És un poeta i un estudiós de la cultura popular i de la història local. Ha militat a la Unió Democràtica de Catalunya. El 1973 fou nomenat mestre en Gai Saber.

## Obres
Ficció
- Del meus silencis (1959)
- Entre l'alba i el capvespre (1975)
- Vanitat de vanitats (2002)[3] ISBN 9788493317102
- Viatge a les Amèriques
- Capvespre de Tardor

No ficció
- Festes i festetes d'Argentona (1992)
- Enciclopèdia d'Argentona[4]
- El carrer i els jocs de la mainada.
- Medicina popular a Argentona.

## Premis
- 1954 Jocs Florals de Mataró[5]